# Mercado de la Merced
A Mexikóvárosban található Mercado de la Merced Latin-Amerika legnagyobb piaca, ahol több mint 3000 árusítóhelyen zöldség, gyümölcs, hús, hal, kézműves- és bőrtermékek, takarítóeszközök, játékok, édességek, virágok és dísznövények is kaphatók. A hét minden napján 6 és 18 óra között van nyitva.

## Története
A La Merced nevű városrészben, amiről ez a piac is a nevét kapta, már a középkor óta működtek vásárok. 1360 és 1420 között épült meg az a csatorna, ami lehetővé tette az azték főváros, Tenochtitlan és a város éléskamrájának számító Xochimilco összeköttetését. E mentén, a később a spanyol hódítók által Acequía Realnak elnevezett csatorna mentén a mai La Merced területén több piac is kialakult, köszönhetően a vízi áruszállításnak. A csatorna egészen a 20. század elejéig bonyolított le vízi forgalmat, teljesen 1939-re szárították ki, hogy aztán a város utcái átvegyék a helyét.
A 18. század végén jött létre az El Volador nevű piac, ami azonban egy idő után nem volt képes kielégíteni az egyre növekedő igényeket, így 1860-ra már olyan helyzet alakult ki, hogy a vándorló árusok elárasztották a Plaza Mayor teret és környékét. Ezért 1860-ban úgy döntöttek, áthelyezik egy új helyre a piacot, de mivel a közelben nem voltak üres telkek, így azt a területet választották, ahol az egyház tulajdonában álló, egyre romló állapotú épületek álltak, köztük a La Merced nevű kolostor egy része, a mai República de Uruguay, Jesús María és Talavera utcák között. Ennek a helynek az is előnye volt, hogy közel feküdt a város legnagyobb belső kikötőjéhez, a Puente de Roldánhoz.
Az új piac, egyelőre szabadtéri tianguisként 1861-ben már meg is nyílt, ám csak a század utolsó évtizedében kapott új, 85 méter hosszú, 12 méter széles épületet. 1957-re a régi épületeket lebontották, és a piac új, mai helyén nyílt meg újra egy Enrique del Moral által tervezett építményben.

## A piac ma
A piac több részből áll. Fő épülete a körülbelül 400 méter hosszú vásárcsarnok, ahol mindenféle élelmiszert árulnak, előtte pedig három részleg helyezkedik el: az egyikben játékok és kézművestermékek, a másodikban virágok és dísznövények, a harmadikban édességek kaphatók. Egy felüljárón is találhatók üzletek, itt köteleket, kosarakat és más hasonló tárgyakat lehet vásárolni, kívül „nem hivatalos” sátras árusítóhelyek találhatók, a környéken pedig virágzik a prostitúció is.
Az 1-es metró Merced nevű állomásának egyik kijárata a piac egyik épületének belsejébe vezet.

## Képek

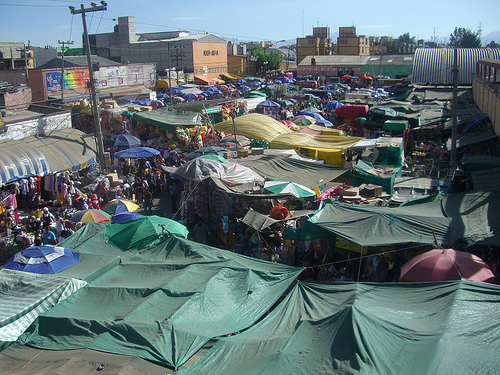
Légi felvétel a piacról
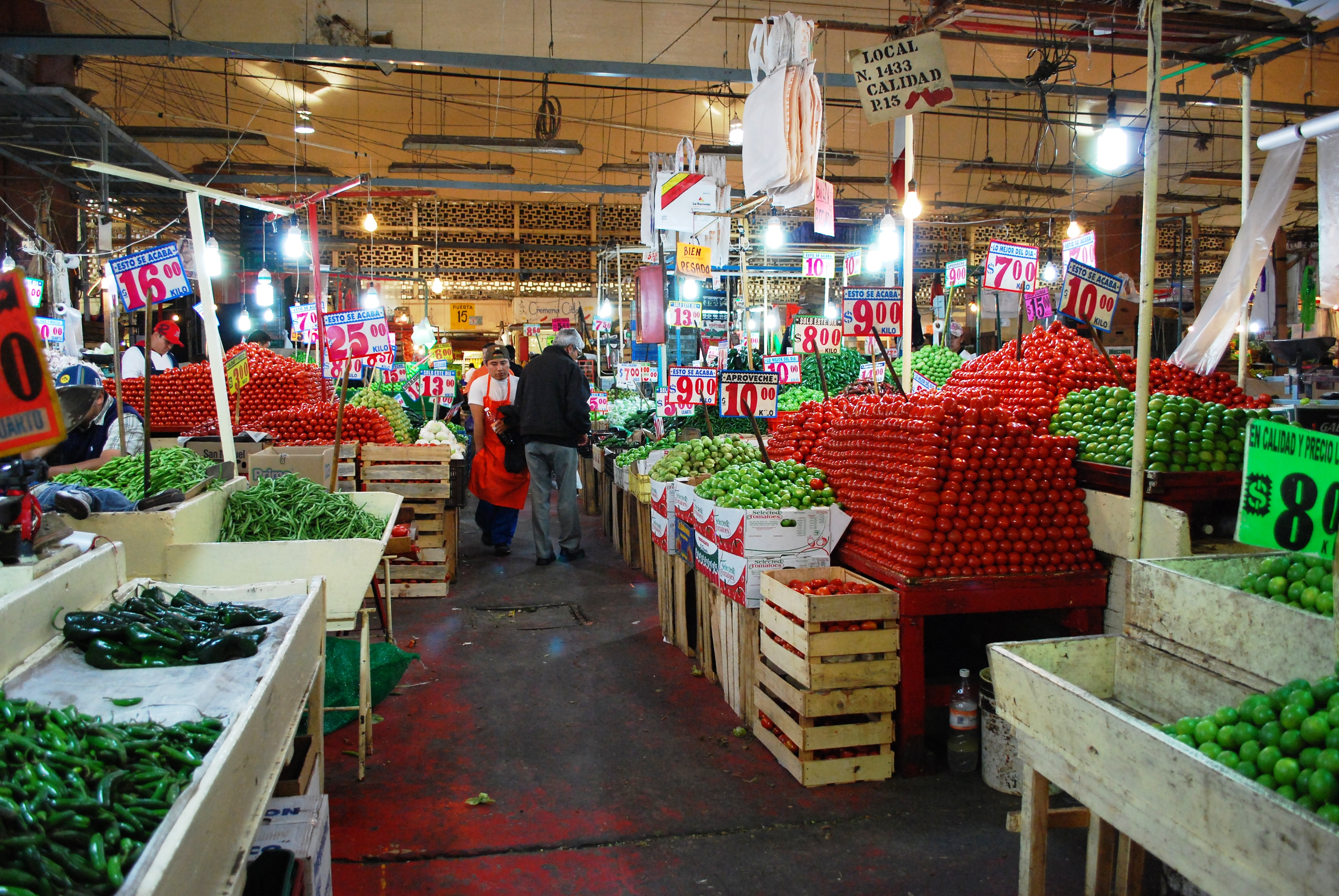
Zöld és piros paradicsomok halmokban
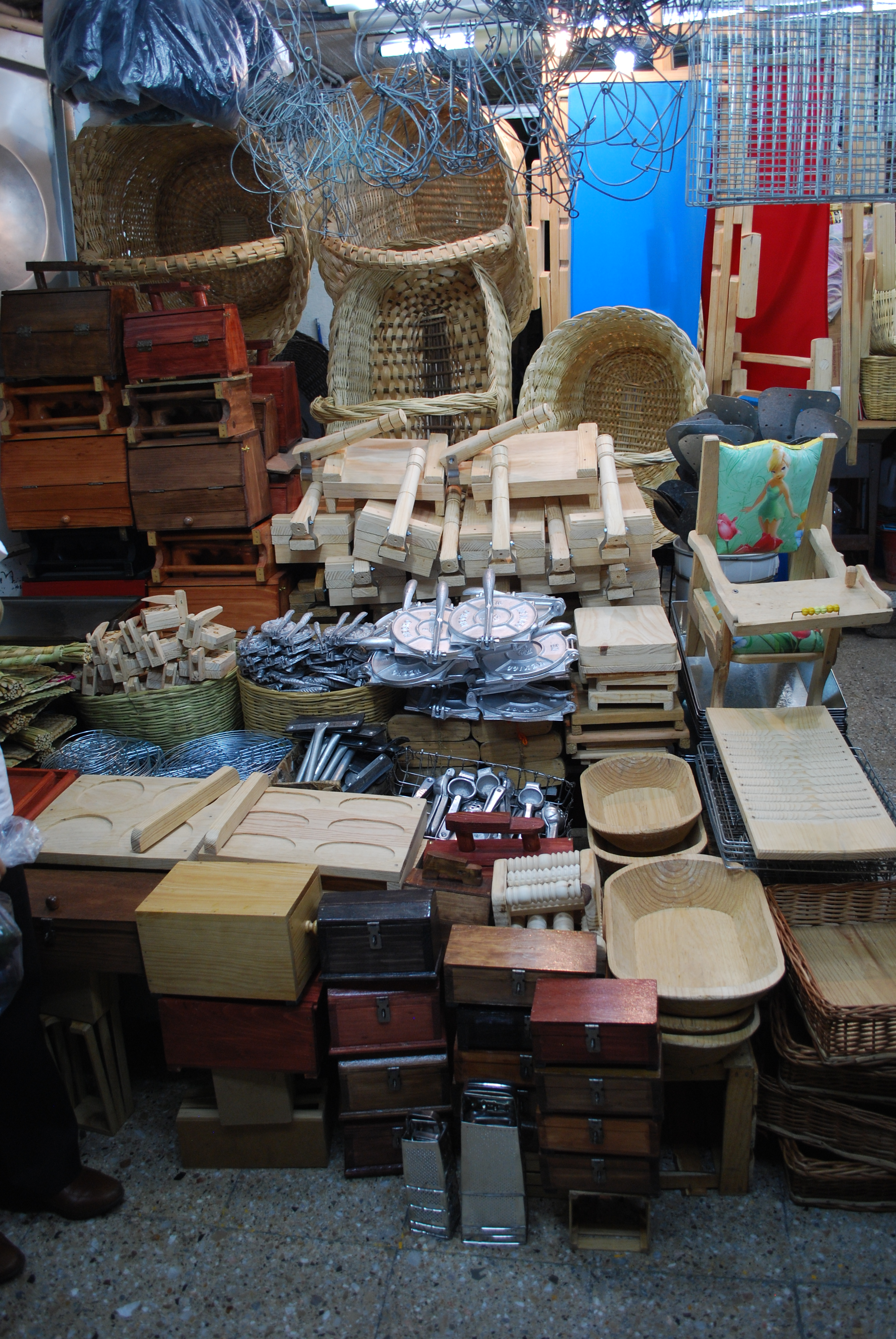
Háztartási eszközök
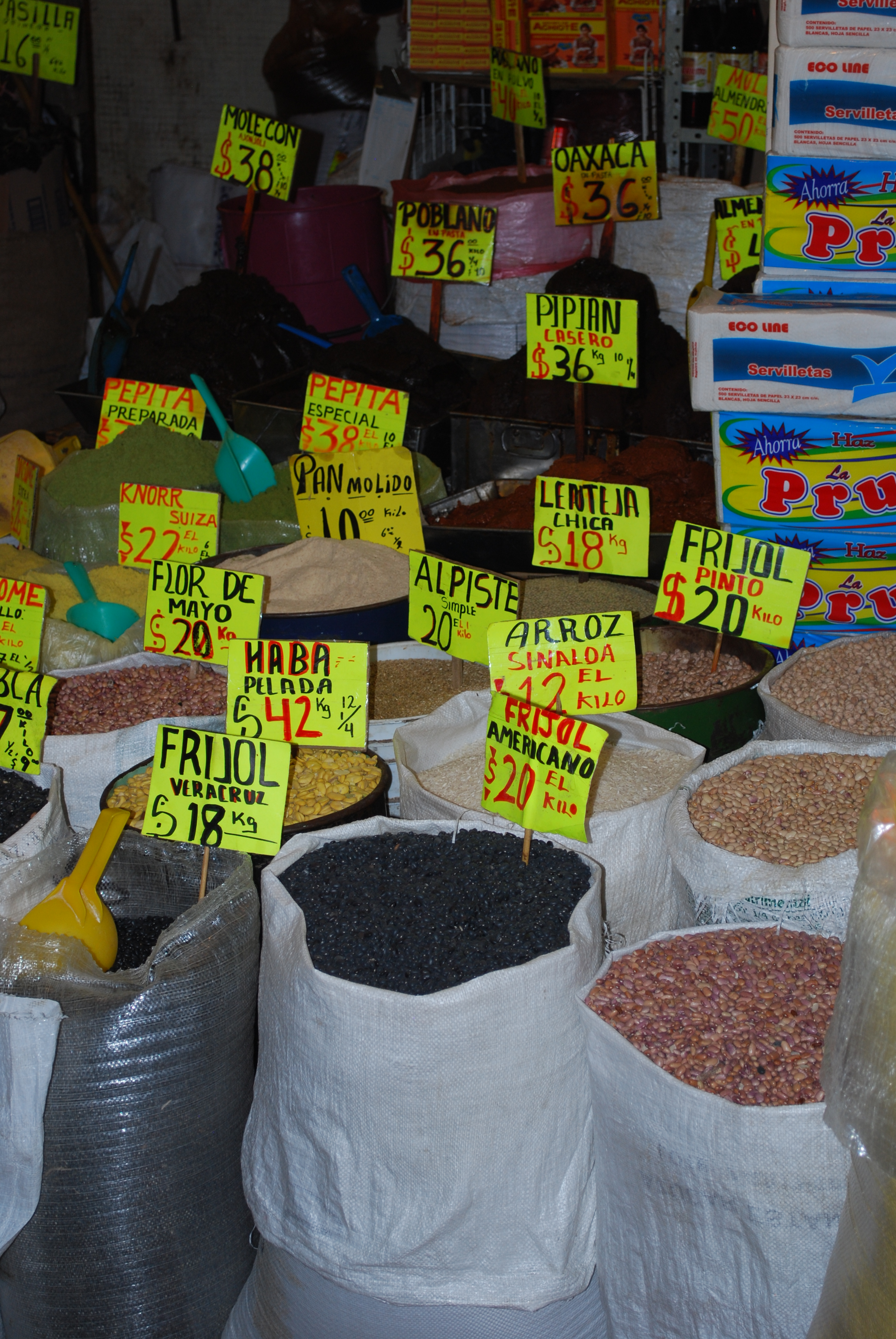
Szemes termények (pl. bab, rizs)
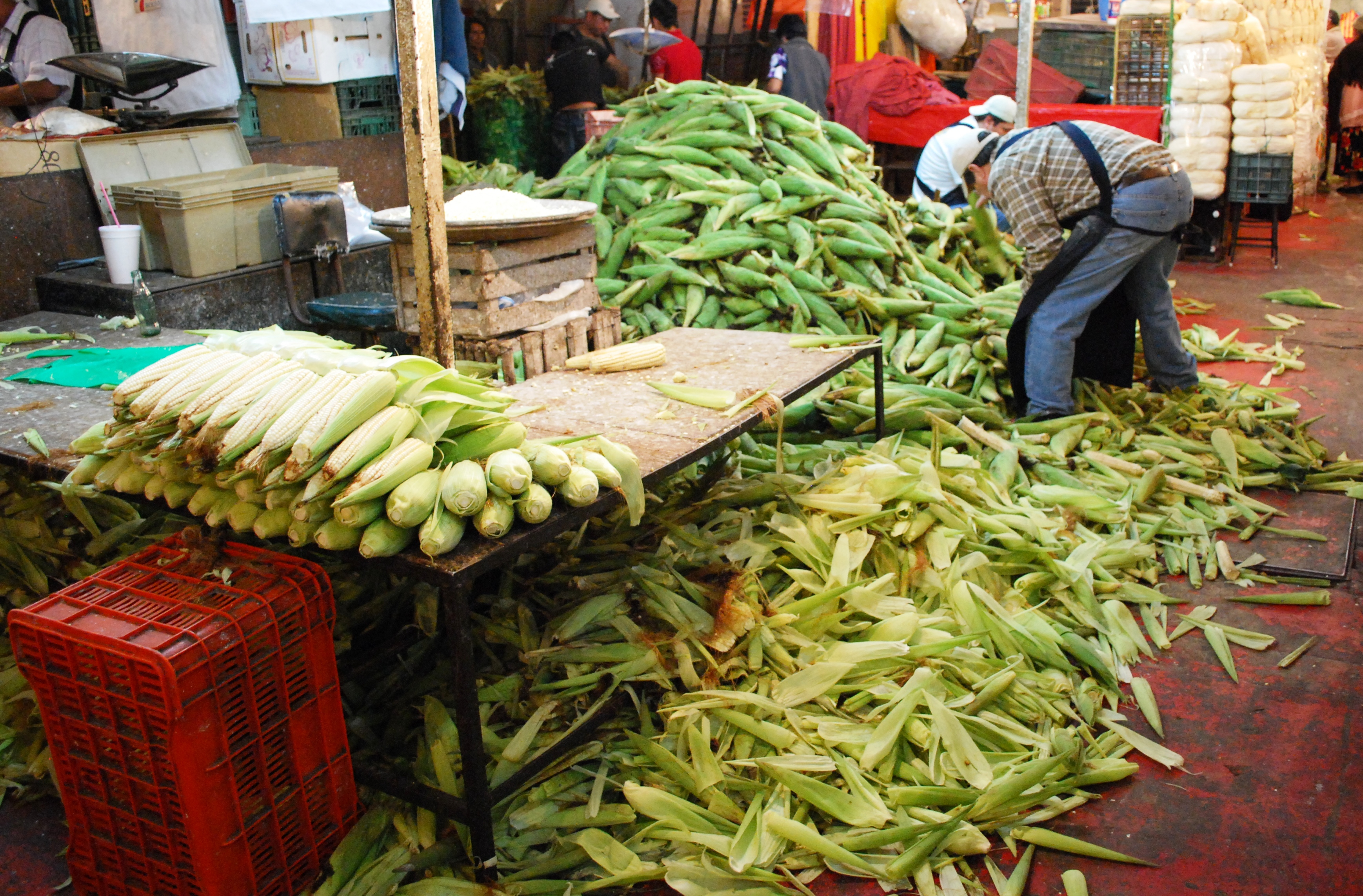
Kukorica